# Elettrotreno MF 77
L'elettrotreno MF 77 (da Metro Fer 1977) è un convoglio ferroviario in uso sulla metropolitana di Parigi dal 1978. Equipaggia le linee 7, 8 e 13.
Concepito espressamente per i collegamenti con la banlieue, è molto curato per quel che riguarda il comfort dei passeggeri e raggiunge una velocità di punta di 100 km/h (che tuttavia non è consentita in servizio). È immediatamente riconoscibile per la sua forma bombata e dalle linee curve, e in origine anche per i suoi colori (blu sul muso e bianco sulle fiancate), che gli valsero il soprannome di "métro blanc" (metrò bianco), prima di ricevere la livrea unificata RATP negli anni 1990.
In servizio da fine anni 1970, la sua totale alienazione avverrà verso il 2030; a partire dal 2025 inizierà ad essere sostituito dal MF 19.

## Storia

### Rinnovare il parco mezzi
Ai primi anni 1970, con l'arrivo sulla rete metropolitana parigina dei MF 67, numerosi progressi tecnici sugli impianti di trazione e frenata spinsero la RATP a pensare all'acquisto di un nuovo tipo di treni con ruote in ferro (si ricordi a tal proposito che Parigi fu la prima città al mondo ad avere una metropolitana su gomma) per rimpiazzare gli storici convogli Sprague-Thomson che dal 1908 circolavano sulla rete.
Nel luglio 1975 fu emesso il bando di gara per la costruzione degli MF 77, che fu raccolto da un consorzio d'imprese:
- Alsthom e Società Franco-Belga per la costruzione delle casse e l'assemblaggio;
- CEM Oerlikon per i motori;
- Creusot-Loire e ANF per i carrelli;
- Jeumont-Schneider per i componenti di trazione.

La commessa era per 1000 carrozze, di cui 600 motrici, per comporre 200 treni da 5 vetture. In seguito la commessa fu ridotta a 187 treni per complessive 935 vetture. I primi treni furono consegnati nell'estate 1978 e il primo MF 77 entrò in servizio il 26 settembre 1978 sulla linea 13, sulla quale l'introduzione di tali veicoli terminò nel 1979. I vecchi MF 67 E in servizio su questa linea furono spostati sulla linea 8, mentre gli Sprague-Thomson furono radiati entro il 1980.
Il 12 settembre 1979 l'introduzione partì anche sulla linea 7, poi, nel giugno 1980, sulla linea 8. Nel dicembre 1982 tutti i treni della prima commessa erano in servizio.
Una seconda commessa per 10 treni fu emessa il 4 febbraio 1983, e fu espletata tra il 1985 e il 1986. Questi ultimi presentano un controllo elettronico a microprocessore (in sostituzione del vecchio sistema analogico) e sono riconoscibili per il forte stridore che emettono all'avviamento.

### La seconda generazione

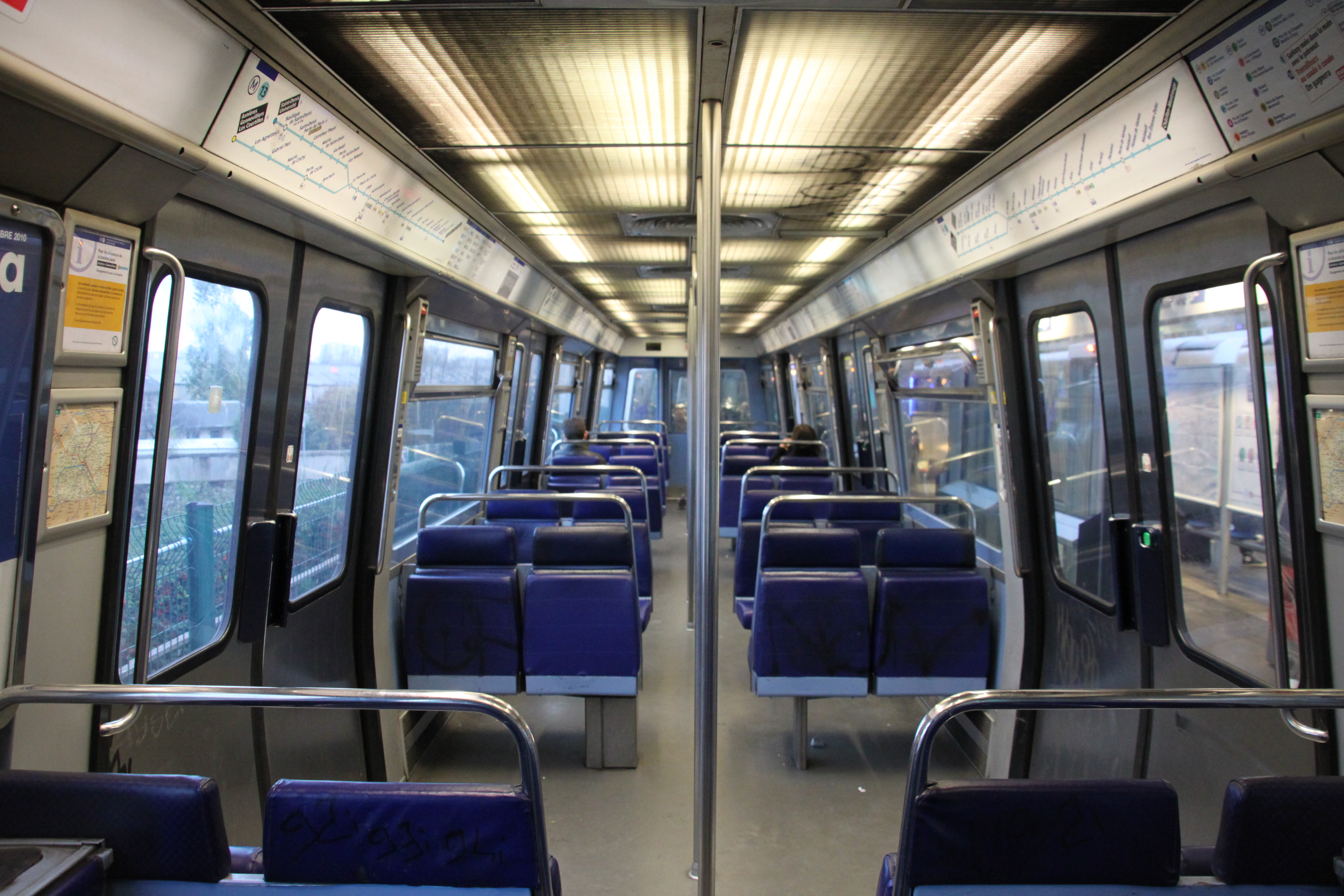
Interno di un MF 77 non rinnovato della linea 13.

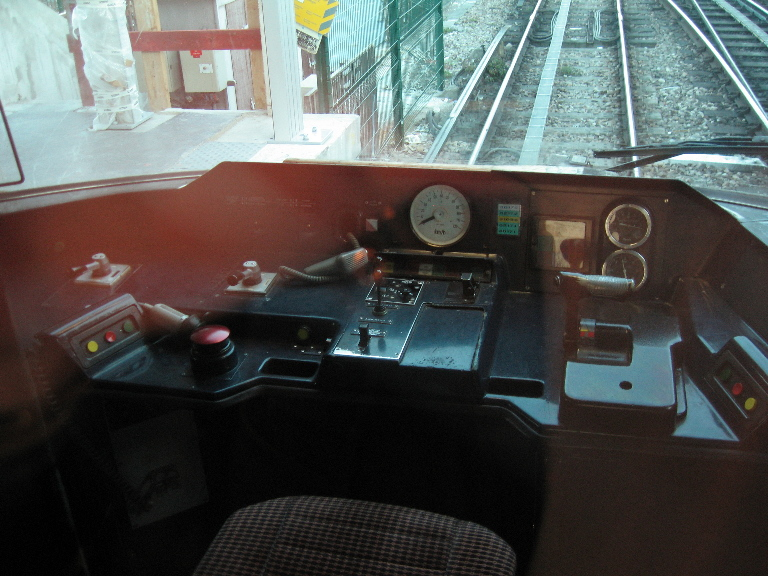
Cabina di guida di un MF 77 non rinnovato della linea 13.

I treni MF 77, destinati alle linee ampiamente sviluppate in banlieue e con lunghi tratti all'aria aperta, furono concepiti per circolare ad una velocità di 100 km/h, oltre ad essere maggiormente curati dal punto di vista del comfort dei passeggeri.
L'uso di carrelli a sospensioni pneumatiche ridusse drasticamente le vibrazioni rispetto ai MF 67, alcuni dei quali (MF 67 F) furono equipaggiati con la stessa tecnologia. Caratteristica peculiare dei primi MF 77 era anche la livrea completamente bianca, che gli valse il soprannome di «métro blanc».
Gran parte delle caratteristiche del MF 77 era frutto direttamente del parere dei passeggeri. Ad esempio furono dovuti a loro i divanetti angolari a fondo vettura, di un efficiente impianto di illuminazione, delle mappe della rete vicino alle porte e dei sedili in gommapiuma anziché in plastica.
Le consuete quattro porte per lato furono ridotte a tre, più larghe, per evitare assembramenti di passeggeri. Ciò costrinse a ridurre i posti a sedere, dando però maggiore spazio per le gambe.

## Caratteristiche

### Aspetto
Il MF 77 è stato il primo treno della RATP a presentare una carrozzeria dalle linee arrotondate anziché squadrate. Ciò permette di ampliare di 6 cm l'ampiezza della cabina, con un maggior comfort per i passeggeri.
Le carrozze dispongono di tre porte per lato, ciascuna larga 1,575 m, tanto da consentire il passaggio di due persone simultaneamente.
La sensazione di spazio è accresciuta dalle grandi vetrate.
Le motrici sono lunghe 15,47 m, i rimorchi 15,50 m, per una lunghezza totale del convoglio di 77,41 m. Ciò obbligò a creare nelle stazioni con banchina da 75 m delle piazzole in galleria per l'accesso dei conduttori alle cabine di guida.
Originariamente colorati di bianco, questi treni furono ripellicolati tra il 1992 e il 1995 nella nuova livrea bianco-verde giada della RATP.

### Interno
I colori dell'interno delle carrozze (sedili blu e pareti bianche) furono sviluppati attraverso un sondaggio tra i passeggeri.
I treni MF 77 dispongono di un impianto di ventilazione forzata a velocità regolabile elettronicamente e di radiatori termostatici da usare in inverno (soprattutto nelle porzioni di linea all'aria aperta).

### Scheda tecnica
A Parigi tre linee del metrò dispongono degli MF 77: la 7, la 8 e la 13.
Numero di convogli costruiti: 197
Configurazione: M+B+NA+B+M
Questo treno può circolare anche in configurazione da 7 vetture, mai adottata a causa della scarsa lunghezza delle banchine delle stazioni.
Chiave di lettura
- M: motrice con posto guida.
- B: rimorchiata.
- NA: motrice senza posto guida.

Dimensioni
- Lunghezza motrici: 15,47 m
- Lunghezza rimorchi: 15 m
- Larghezza: 2.46 m
- Altezza totale dal piano del ferro: 3,46 m
- Altezza del pavimento dal piano del ferro: 1,045 m
- Altezza del soffitto dal piano del ferro: 2,14 m
- Distanza tra i carrelli: 10 m
- Passo del carrello motore: 2,2 m
- Diametro delle ruote: 860 mm
- Massa a vuoto di un convoglio: 130,8 t
- Massa a pieno carico: 181,34 t
- Numero porte: 6 per carrozza, 3 per lato, a doppio battente, scorrevoli
- Larghezza porte: 1,575 m

Caratteristiche generali
- Numero di posti a sedere/in piedi:
  - motrice M: 45 / 117 ;
  - motrice NA: 52 / 120;
  - rimorchio B: 52 / 120;
  - totale 722 per convoglio.
- Velocità massima teorica: 100 km/h

Trazione/frenatura
Ciascuna motrice è equipaggiata con due frazionatori di tensione (chopper) a tiristori che pilotano due motori a corrente continua.
Caratteristiche del frazionatore
- Potenza massima: 750 kW
- Frequenza nominale di pilotaggio: 300 Hz (con possibilità di realizzare tentativi di ripartenza a potenza ridotta a 3 Hz)
- Frequenza di taglio del filtro d'ingresso (filtro passa basso) di 37,2 Hz
- Indebolimento di campo continuo con tiristori
- Frenatura elettrica a recupero fino alla velocità di 3,5 km/h
- Innesco della generatrice in frenatura per autoeccitazione
- Frenatura a recupero congiunta con la frenatura meccanica
- Commutatore trazione/frenatura realizzato con tiristori e diodi
- Tiristore principale: VRRM = 1800 V, ITAVM = 800 A, tq = 40 μs
- Trasmissione dei comandi di trazione/frenatura in modo continuo con due circuiti ad anello di corrente (current loop)
- Regolazione con amplificatore operazionale in modalità Proporzionale-Integrativa (PI) indipendente per le due fasi

Specifiche del motore di trazione tipo MF5
- Regime continuativo a pieno campo
- Potenza: P = 266 kW
- Tensione: U = 720 V
- Corrente: I = 400 A
- Velocità: n = 3055 giri/min con velocità del treno di 100 km/h
- Massa: 1,5 tonnellate
- Motore con avvolgimenti di compensazione autoventilato con tasso di indebolimento di campo minimo del 5% e massimo del 76%

Caratteristiche elettriche
- Tensione di alimentazione nominale: 750 V CC
- Campo di variazione della tensione di alimentazione ammissibile: da 450 V a 900 V
- Gruppo rotante a media tensione da 20 kVA con uscita a 250 V / 250 Hz
- Comandi a bassa tensione: 79 V
- Alimentazione: terza rotaia

Caratteristiche meccaniche
Ciascun treno è equipaggiato con 2 compressori che forniscono ciascuno: 1200 litri/min a 7,5 bar.
L'aria viene deumidificata in un sistema a essiccazione.
I carrelli sono monomotori con sospensione secondaria pneumatica asservita al carico.
La frenatura a comando elettropneumatico viene assicurata con freni a disco e a ceppi.

### Parco mezzi
Dei 197 convogli costruiti, 196 sono tuttora operativi.
Uno dei convogli, il 077, avendo subìto un incidente a Basilique de Saint-Denis nel 1983, aveva visto due sue vetture (M.30154 e B.32154) reimpiegate per la costruzione di un treno sperimentale, il Boa. Al contempo, le carrozze M.30137 e B.32137 del treno 069 furono trasferite al 077. Ciò comportò la radiazione del treno 069, le cui vetture sono oggi accantonate in un deposito, e hanno la particolarità di sfoggiare la vecchia livrea bianco-azzurra tipica del MF 77 all'inizio del suo servizio.
I treni in servizio sulla linea 13 sono stati riallestiti tra il 2007 e il 2011, tranne i convogli 001, 003, 019G, 032, 067 e 086, che dovrebbero essere trasferiti sulle linee 7 e 8 in seguito all'implementazione totale del progetto OURAGAN.
| Numero del treno | Composizione                             | Stato     | Linea di competenza |
| ---------------- | ---------------------------------------- | --------- | ------------------- |
| 001              | M.30002-B.32002-NA.31001-B.32001-M.30001 | Operativo | 13                  |
| 002              | M.30004-B.32004-NA.31002-B.32003-M.30003 | Operativo | 8                   |
| 003              | M.30006-B.32006-NA.31003-B.32005-M.30010 | Operativo | 13                  |
| 004              | M.30008-B.32008-NA.31004-B.32007-M.30007 | Operativo | 13                  |
| 005              | M.30005-B.32010-NA.31005-B.32009-M.30009 | Operativo | 13                  |
| 006              | M.30012-B.32012-NA.31006-B.32011-M.30011 | Operativo | 13                  |
| 007              | M.30014-B.32014-NA.31007-B.32013-M.30013 | Operativo | 13                  |
| 008              | M.30016-B.32016-NA.31008-B.32015-M.30015 | Operativo | 13                  |
| 009G             | M.30018-B.32018-NA.31009-B.32017-M.30017 | Operativo | 13                  |
| 010G             | M.30020-B.32020-NA.31010-B.32019-M.30019 | Operativo | 13                  |
| 011G             | M.30022-B.32022-NA.31011-B.32021-M.30021 | Operativo | 13                  |
| 012G             | M.30024-B.32024-NA.31012-B.32023-M.30023 | Operativo | 13                  |
| 013G             | M.30024-B.32024-NA.31012-B.32023-M.30023 | Operativo | 13                  |
| 014G             | M.30028-B.32028-NA.31014-B.32027-M.30027 | Operativo | 13                  |
| 015G             | M.30030-B.32030-NA.31015-B.32029-M.30029 | Operativo | 8                   |
| 016G             | M.30032-B.32032-NA.31016-B.32031-M.30031 | Operativo | 8                   |
| 017G             | M.30034-B.32034-NA.31017-B.32033-M.30033 | Operativo | 8                   |
| 018G             | M.30036-B.32036-NA.31018-B.32035-M.30035 | Operativo | 8                   |
| 019G             | M.30038-B.32038-NA.31019-B.32037-M.30037 | Operativo | 13                  |
| 020G             | M.30040-B.32040-NA.31020-B.32039-M.30039 | Operativo | 8                   |
| 021G             | M.30042-B.32042-NA.31021-B.32041-M.30041 | Operativo | 13                  |
| 022G             | M.30044-B.32044-NA.31022-B.32043-M.30043 | Operativo | 13                  |
| 023G             | M.30046-B.32046-NA.31023-B.32045-M.30045 | Operativo | 7                   |
| 024G             | M.30048-B.32048-NA.31024-B.32047-M.30047 | Operativo | 7                   |
| 025G             | M.30050-B.32050-NA.31025-B.32049-M.30049 | Operativo | 7                   |
| 026G             | M.30052-B.32052-NA.31026-B.32051-M.30051 | Operativo | 7                   |
| 027G             | M.30054-B.32054-NA.31027-B.32053-M.30053 | Operativo | 7                   |
| 028              | M.30056-B.32056-NA.31028-B.32055-M.30055 | Operativo | 13                  |
| 029G             | M.30058-B.32058-NA.31029-B.32057-M.30057 | Operativo | 7                   |
| 030G             | M.30060-B.32060-NA.31030-B.32059-M.30059 | Operativo | 7                   |
| 031              | M.30062-B.32062-NA.31031-B.32061-M.30061 | Operativo | 13                  |
| 032              | M.30064-B.32064-NA.31032-B.32063-M.30063 | Operativo | 13                  |
| 033G             | M.30066-B.32066-NA.31033-B.32065-M.30065 | Operativo | 7                   |
| 034G             | M.30068-B.32068-NA.31034-B.32067-M.30067 | Operativo | 7                   |
| 035G             | M.30070-B.32070-NA.31035-B.32069-M.30069 | Operativo | 7                   |
| 036G             | M.30072-B.32072-NA.31036-B.32071-M.30071 | Operativo | 7                   |
| 037G             | M.30074-B.32074-NA.31037-B.32073-M.30073 | Operativo | 7                   |
| 038              | M.30076-B.32076-NA.31038-B.32075-M.30075 | Operativo | 13                  |
| 039              | M.30078-B.32078-NA.31039-B.32077-M.30077 | Operativo | 13                  |
| 040              | M.30080-B.32080-NA.31040-B.32079-M.30079 | Operativo | 7                   |
| 041              | M.30082-B.32082-NA.31041-B.32081-M.30081 | Operativo | 7                   |
| 042              | M.30084-B.32084-NA.31042-B.32083-M.30083 | Operativo | 13                  |
| 043              | M.30086-B.32086-NA.31043-B.32085-M.30085 | Operativo | 8                   |
| 044              | M.30088-B.32088-NA.31044-B.32087-M.30087 | Operativo | 8                   |
| 045              | M.30090-B.32090-NA.31045-B.32089-M.30089 | Operativo | 13                  |
| 046              | M.30092-B.32092-NA.31046-B.32091-M.30091 | Operativo | 13                  |
| 047              | M.30094-B.32094-NA.31047-B.32093-M.30093 | Operativo | 13                  |
| 048              | M.30096-B.32096-NA.31048-B.32095-M.30095 | Operativo | 13                  |
| 049              | M.30098-B.32098-NA.31049-B.32097-M.30097 | Operativo | 13                  |
| 050              | M.30100-B.32100-NA.31050-B.32099-M.30099 | Operativo | 13                  |
| 051              | M.30102-B.32102-NA.31051-B.32101-M.30101 | Operativo | 13                  |
| 052              | M.30104-B.32104-NA.31052-B.32103-M.30103 | Operativo | 13                  |
| 053              | M.30106-B.32106-NA.31053-B.32105-M.30105 | Operativo | 13                  |
| 054              | M.30108-B.32108-NA.31054-B.32107-M.30107 | Operativo | 13                  |
| 055              | M.30110-B.32110-NA.31055-B.32109-M.30109 | Operativo | 13                  |
| 056              | M.30112-B.32112-NA.31056-B.32111-M.30111 | Operativo | 13                  |
| 057              | M.30114-B.32114-NA.31057-B.32113-M.30113 | Operativo | 13                  |
| 058              | M.30116-B.32116-NA.31058-B.32115-M.30115 | Operativo | 13                  |
| 059              | M.30118-B.32118-NA.31059-B.32117-M.30117 | Operativo | 13                  |
| 060G             | M.30120-B.32120-NA.31060-B.32119-M.30119 | Operativo | 7                   |
| 061G             | M.30122-B.32122-NA.31061-B.32121-M.30121 | Operativo | 7                   |
| 062G             | M.30124-B.32124-NA.31062-B.32123-M.30123 | Operativo | 7                   |
| 063              | M.30126-B.32126-NA.31063-B.32125-M.30125 | Operativo | 13                  |
| 064              | M.30128-B.32128-NA.31064-B.32127-M.30127 | Operativo | 13                  |
| 065              | M.30130-B.32130-NA.31065-B.32129-M.30129 | Operativo | 13                  |
| 066              | M.30132-B.32132-NA.31066-B.32131-M.30131 | Operativo | 13                  |
| 067              | M.30134-B.32134-NA.31067-B.32133-M.30133 | Operativo | 13                  |
| 068              | M.30136-B.32136-NA.31068-B.32135-M.30135 | Operativo | 13                  |
| 069              | M.30138-B.32138-NA.31069-B.32154-M.30154 | Ritirato  |                     |
| 070              | M.30140-B.32140-NA.31070-B.32139-M.30139 | Operativo | 13                  |
| 071              | M.30142-B.32142-NA.31071-B.32141-M.30141 | Operativo | 13                  |
| 072              | M.30144-B.32144-NA.31072-B.32143-M.30143 | Operativo | 13                  |
| 073              | M.30146-B.32146-NA.31073-B.32145-M.30145 | Operativo | 13                  |
| 074              | M.30148-B.32148-NA.31074-B.32147-M.30147 | Operativo | 13                  |
| 075              | M.30150-B.32150-NA.31075-B.32149-M.30149 | Operativo | 13                  |
| 076              | M.30152-B.32152-NA.31076-B.32151-M.30151 | Operativo | 13                  |
| 077              | M.30137-B.32137-NA.31077-B.32153-M.30153 | Operativo | 13                  |
| 078              | M.30156-B.32156-NA.31078-B.32155-M.30155 | Operativo | 13                  |
| 079              | M.30158-B.32158-NA.31079-B.32157-M.30157 | Operativo | 13                  |
| 080              | M.30160-B.32160-NA.31080-B.32159-M.30159 | Operativo | 7                   |
| 081              | M.30162-B.32162-NA.31081-B.32161-M.30161 | Operativo | 7                   |
| 082              | M.30164-B.32164-NA.31082-B.32163-M.30163 | Operativo | 7                   |
| 083              | M.30166-B.32166-NA.31083-B.32165-M.30165 | Operativo | 7                   |
| 084              | M.30168-B.32168-NA.31084-B.32167-M.30167 | Operativo | 7                   |
| 085              | M.30170-B.32170-NA.31085-B.32169-M.30169 | Operativo | 7                   |
| 086              | M.30172-B.32172-NA.31086-B.32171-M.30171 | Operativo | 13                  |
| 087              | M.30174-B.32174-NA.31087-B.32173-M.30173 | Operativo | 8                   |
| 088              | M.30176-B.32176-NA.31088-B.32175-M.30175 | Operativo | 8                   |
| 089              | M.30178-B.32178-NA.31089-B.32177-M.30177 | Operativo | 13                  |
| 090              | M.30180-B.32180-NA.31090-B.32179-M.30179 | Operativo | 13                  |
| 091              | M.30182-B.32182-NA.31091-B.32181-M.30181 | Operativo | 7                   |
| 092              | M.30184-B.32184-NA.31092-B.32183-M.30183 | Operativo | 7                   |
| 093              | M.30186-B.32186-NA.31093-B.32185-M.30185 | Operativo | 8                   |
| 094              | M.30188-B.32188-NA.31094-B.32187-M.30187 | Operativo | 13                  |
| 095              | M.30190-B.32190-NA.31095-B.32189-M.30189 | Operativo | 7                   |
| 096              | M.30192-B.32192-NA.31096-B.32191-M.30191 | Operativo | 7                   |
| 097              | M.30194-B.32194-NA.31097-B.32193-M.30193 | Operativo | 8                   |
| 098              | M.30196-B.32196-NA.31098-B.32195-M.30195 | Operativo | 8                   |
| 099              | M.30198-B.32198-NA.31099-B.32197-M.30197 | Operativo | 13                  |
| 100              | M.30200-B.32200-NA.31100-B.32199-M.30199 | Operativo | 8                   |
| 101              | M.30202-B.32202-NA.31101-B.32201-M.30201 | Operativo | 8                   |
| 102              | M.30204-B.32204-NA.31102-B.32203-M.30203 | Operativo | 8                   |
| 103              | M.30206-B.32206-NA.31103-B.32205-M.30205 | Operativo | 8                   |
| 104              | M.30208-B.32208-NA.31104-B.32207-M.30207 | Operativo | 8                   |
| 105              | M.30210-B.32210-NA.31105-B.32209-M.30209 | Operativo | 8                   |
| 106              | M.30212-B.32212-NA.31106-B.32211-M.30211 | Operativo | 8                   |
| 107              | M.30214-B.32214-NA.31107-B.32213-M.30213 | Operativo | 8                   |
| 108              | M.30216-B.32216-NA.31108-B.32215-M.30215 | Operativo | 8                   |
| 109              | M.30218-B.32218-NA.31109-B.32217-M.30217 | Operativo | 8                   |
| 110              | M.30220-B.32220-NA.31110-B.32219-M.30219 | Operativo | 8                   |
| 111              | M.30222-B.32222-NA.31111-B.32221-M.30221 | Operativo | 13                  |
| 112              | M.30224-B.32224-NA.31112-B.32223-M.30223 | Operativo | 13                  |
| 113              | M.30226-B.32226-NA.31113-B.32225-M.30225 | Operativo | 8                   |
| 114              | M.30228-B.32228-NA.31114-B.32227-M.30227 | Operativo | 8                   |
| 115              | M.30230-B.32230-NA.31115-B.32229-M.30229 | Operativo | 13                  |
| 116              | M.30232-B.32232-NA.31116-B.32231-M.30231 | Operativo | 8                   |
| 117              | M.30234-B.32234-NA.31117-B.32233-M.30233 | Operativo | 8                   |
| 118G             | M.30236-B.32236-NA.31118-B.32235-M.30235 | Operativo | 8                   |
| 119              | M.30238-B.32238-NA.31119-B.32237-M.30237 | Operativo | 8                   |
| 120G             | M.30240-B.32240-NA.31120-B.32239-M.30239 | Operativo | 8                   |
| 121G             | M.30242-B.32242-NA.31121-B.32241-M.30241 | Operativo | 8                   |
| 122G             | M.30244-B.32244-NA.31122-B.32243-M.30243 | Operativo | 8                   |
| 123G             | M.30246-B.32246-NA.31123-B.32245-M.30245 | Operativo | 8                   |
| 124G             | M.30248-B.32248-NA.31124-B.32247-M.30247 | Operativo | 8                   |
| 125G             | M.30250-B.32250-NA.31125-B.32249-M.30249 | Operativo | 8                   |
| 126G             | M.30252-B.32252-NA.31126-B.32251-M.30251 | Operativo | 8                   |
| 127              | M.30254-B.32254-NA.31127-B.32253-M.30253 | Operativo | 8                   |
| 128              | M.30256-B.32256-NA.31128-B.32255-M.30255 | Operativo | 8                   |
| 129              | M.30258-B.32258-NA.31129-B.32257-M.30257 | Operativo | 8                   |
| 130              | M.30260-B.32260-NA.31130-B.32259-M.30259 | Operativo | 8                   |
| 131              | M.30262-B.32262-NA.31131-B.32261-M.30261 | Operativo | 8                   |
| 132              | M.30264-B.32264-NA.31132-B.32263-M.30263 | Operativo | 8                   |
| 133              | M.30266-B.32266-NA.31133-B.32265-M.30265 | Operativo | 8                   |
| 134              | M.30268-B.32268-NA.31134-B.32267-M.30267 | Operativo | 8                   |
| 135              | M.30270-B.32270-NA.31135-B.32269-M.30269 | Operativo | 8                   |
| 136              | M.30272-B.32272-NA.31136-B.32271-M.30271 | Operativo | 8                   |
| 137              | M.30274-B.32274-NA.31137-B.32273-M.30273 | Operativo | 8                   |
| 138              | M.30276-B.32276-NA.31138-B.32275-M.30275 | Operativo | 8                   |
| 139              | M.30278-B.32278-NA.31139-B.32277-M.30277 | Operativo | 8                   |
| 140              | M.30280-B.32280-NA.31140-B.32279-M.30279 | Operativo | 8                   |
| 141              | M.30282-B.32282-NA.31141-B.32281-M.30281 | Operativo | 8                   |
| 142              | M.30284-B.32284-NA.31142-B.32283-M.30283 | Operativo | 8                   |
| 143              | M.30286-B.32286-NA.31143-B.32285-M.30285 | Operativo | 8                   |
| 144              | M.30288-B.32288-NA.31144-B.32287-M.30287 | Operativo | 8                   |
| 145              | M.30290-B.32290-NA.31145-B.32289-M.30289 | Operativo | 8                   |
| 146              | M.30292-B.32292-NA.31146-B.32291-M.30291 | Operativo | 8                   |
| 147              | M.30294-B.32294-NA.31147-B.32293-M.30293 | Operativo | 7                   |
| 148G             | M.30296-B.32296-NA.31148-B.32295-M.30295 | Operativo | 13                  |
| 149G             | M.30298-B.32298-NA.31149-B.32297-M.30297 | Operativo | 13                  |
| 150G             | M.30300-B.32300-NA.31150-B.32299-M.30299 | Operativo | 13                  |
| 151G             | M.30302-B.32302-NA.31151-B.32301-M.30301 | Operativo | 13                  |
| 152G             | M.30304-B.32304-NA.31152-B.32303-M.30303 | Operativo | 13                  |
| 153G             | M.30306-B.32306-NA.31153-B.32305-M.30305 | Operativo | 13                  |
| 154G             | M.30308-B.32308-NA.31154-B.32307-M.30307 | Operativo | 13                  |
| 155G             | M.30310-B.32310-NA.31155-B.32309-M.30309 | Operativo | 13                  |
| 156G             | M.30312-B.32312-NA.31156-B.32311-M.30311 | Operativo | 13                  |
| 157G             | M.30314-B.32314-NA.31157-B.32313-M.30313 | Operativo | 13                  |
| 158G             | M.30316-B.32316-NA.31158-B.32315-M.30315 | Operativo | 13                  |
| 159              | M.30318-B.32318-NA.31159-B.32317-M.30317 | Operativo | 13                  |
| 160              | M.30320-B.32320-NA.31160-B.32319-M.30319 | Operativo | 7                   |
| 161              | M.30322-B.32322-NA.31161-B.32321-M.30321 | Operativo | 7                   |
| 162              | M.30324-B.32324-NA.31162-B.32323-M.30323 | Operativo | 7                   |
| 163              | M.30326-B.32326-NA.31163-B.32325-M.30325 | Operativo | 7                   |
| 164              | M.30328-B.32328-NA.31164-B.32327-M.30327 | Operativo | 7                   |
| 165              | M.30330-B.32330-NA.31165-B.32329-M.30329 | Operativo | 7                   |
| 166              | M.30332-B.32332-NA.31166-B.32331-M.30331 | Operativo | 7                   |
| 167              | M.30334-B.32334-NA.31167-B.32333-M.30333 | Operativo | 7                   |
| 168              | M.30336-B.32336-NA.31168-B.32335-M.30335 | Operativo | 7                   |
| 169              | M.30338-B.32338-NA.31169-B.32337-M.30337 | Operativo | 7                   |
| 170              | M.30340-B.32340-NA.31170-B.32339-M.30339 | Operativo | 7                   |
| 171              | M.30342-B.32342-NA.31171-B.32341-M.30341 | Operativo | 7                   |
| 172              | M.30344-B.32344-NA.31172-B.32343-M.30343 | Operativo | 7                   |
| 173              | M.30346-B.32346-NA.31173-B.32345-M.30345 | Operativo | 7                   |
| 174              | M.30348-B.32348-NA.31174-B.32347-M.30347 | Operativo | 7                   |
| 175              | M.30350-B.32350-NA.31175-B.32349-M.30349 | Operativo | 7                   |
| 176              | M.30352-B.32352-NA.31176-B.32351-M.30351 | Operativo | 7                   |
| 177              | M.30354-B.32354-NA.31177-B.32353-M.30353 | Operativo | 7                   |
| 178              | M.30356-B.32356-NA.31178-B.32355-M.30355 | Operativo | 7                   |
| 179              | M.30358-B.32358-NA.31179-B.32357-M.30357 | Operativo | 7                   |
| 180              | M.30360-B.32360-NA.31180-B.32359-M.30359 | Operativo | 7                   |
| 181              | M.30362-B.32362-NA.31181-B.32361-M.30361 | Operativo | 7                   |
| 182              | M.30364-B.32364-NA.31182-B.32363-M.30363 | Operativo | 7                   |
| 183              | M.30366-B.32366-NA.31183-B.32365-M.30365 | Operativo | 7                   |
| 184              | M.30368-B.32368-NA.31184-B.32367-M.30367 | Operativo | 7                   |
| 185              | M.30370-B.32370-NA.31185-B.32369-M.30369 | Operativo | 7                   |
| 186              | M.30372-B.32372-NA.31186-B.32371-M.30371 | Operativo | 7                   |
| 187              | M.30374-B.32374-NA.31187-B.32373-M.30373 | Operativo | 7                   |
| 188              | M.30376-B.32376-NA.31188-B.32375-M.30375 | Operativo | 7                   |
| 189              | M.30378-B.32378-NA.31189-B.32377-M.30377 | Operativo | 7                   |
| 190              | M.30380-B.32380-NA.31190-B.32379-M.30379 | Operativo | 7                   |
| 191              | M.30382-B.32382-NA.31191-B.32381-M.30381 | Operativo | 7                   |
| 192              | M.30384-B.32384-NA.31192-B.32383-M.30383 | Operativo | 7                   |
| 193              | M.30386-B.32386-NA.31193-B.32385-M.30385 | Operativo | 7                   |
| 194              | M.30388-B.32388-NA.31194-B.32387-M.30387 | Operativo | 7                   |
| 195              | M.30390-B.32390-NA.31195-B.32389-M.30389 | Operativo | 7                   |
| 196              | M.30392-B.32392-NA.31196-B.32391-M.30391 | Operativo | 7                   |
| 197              | M.30394-B.32394-NA.31197-B.32393-M.30393 | Operativo | 7                   |

## Rinnovamento

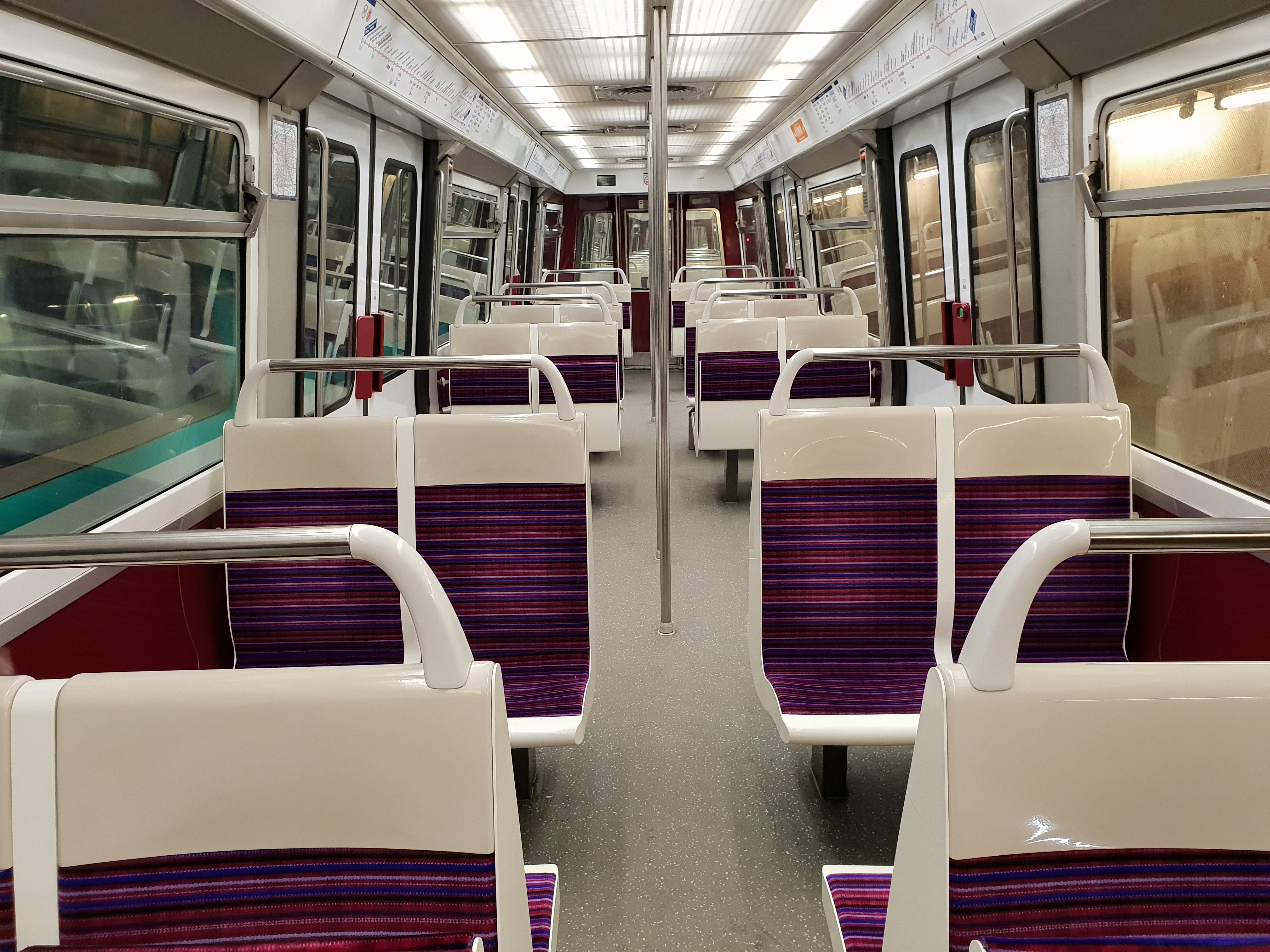
Interno di un MF 77 rinnovato della linea 7.

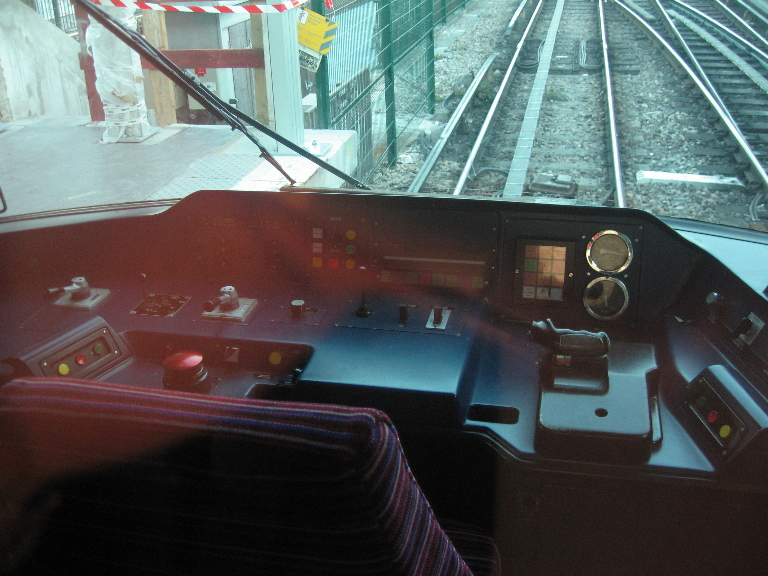
Cabina di guida di un MF 77 rinnovato della linea 13.

Gli MF 77 della linea 13 sono stati oggetto di un radicale restyling:
- nuovi sedili antilacerazione;
- nuova illuminazione;
- sistema di annunci sonori e visuali;
- più sostegni per i passeggeri in piedi.

Al contempo il soffitto ha perso la caratteristica reticella (vedere foto) e alle estremità dei treni è stata installata una veletta per indicare la destinazione.